# Fundación Maxam
La Fundación Maxam es una institución española sin ánimo de lucro con sede en Madrid, que desarrolla diversas actividades de carácter cultural, artístico, educativo, científico y de investigación. Asociada con la empresa Maxam, la fundación tiene en su haber una importante colección pictórica. Entre sus funciones se encuentran la organización, protección y conservación del legado histórico de la compañía, así como la divulgación del mismo.

## Colección pictórica
En 1899 la histórica empresa Unión Española de Explosivos —predecesora de Maxam— encargó al pintor Arturo Mélida la elaboración de una pintura que iba a servir como motivo principal del calendario del año 1900; mediante estos calendarios confeccionados por UEE se pretendía promocionar los productos de la compañía. Desde entonces esta iniciativa se repitió anualmente con otros pintores, que tenían libertad para escoger temática ―siempre que esta estuviera relacionada con la actividad de la empresa―. Como resultado de ello, en la actualidad la Fundación Maxam mantiene una importante colección pictórica que abarca a autores como Álvaro Alcalá-Galiano, Cecilio Plá, Julio Romero de Torres, Carlos Sáenz de Tejada, Eduardo Úrculo, Pedro Bueno, Manolo Valdés o Manuel Benedito.

## Casa del Explosivo-MUMI
El Museo de la Minería y de la Industria de Asturias (MUMI), inaugurado en 1994, cuenta con la llamada «Casa del Explosivo» que está patrocinada por la Fundación Maxam y que cuenta con objetos históricos que han sido donados por esta. Gran parte de este material pertenece al período de Unión Española de Explosivos, que llegó a ser el principal fabricante español de dinamita y explosivos.